# Філіп Дескола
Філіп Дескола, Філіпп Дескола (фр. Philippe Descola; народився 19 червня 1949, Париж) — французький антрополог. Професор Вищої школи соціальних наук (EHESS) і Колеж де Франс у Парижі.

## Біографія
Дескола закінчив Вищу нормальну школу в Ліоні (ENS LSH) і почав вивчати філософію. Пізніше він став учнем французького антрополога Клода Леві-Стросса.
Дескола передовсім відомий своїми дослідженнями шуарів, групи індіанців, що розмовляють мовою джіваро в джунглях Амазонки в Еквадорі та Перу. Дослідження Десколи почалися в 1976 році і фінансувалися Національним центром наукових досліджень (CNRS). Протягом наступних двох років він жив з народом Ачуар в басейні Амазонки. З 1987 року він став професором Вищої школи соціальних наук (EHESS) у Парижі.
Дескола є професором антропології природи в Колеж де Франс у Парижі. З 2010 року — директор Лабораторії соціальної антропології, заснованої в 1960 Леві-Строссом.
Його дружина — антропологиня Енн-Крістін Тейлор.

## Визнання
- У 2010 році Дескола був прийнятий до Британської академії .
- У 2011 році він отримав премію Едуара Боннфу від Академії моральних і політичних наук.
- У 2012 році він став членом Американської академії мистецтв і наук.
- У 2012 році отримав Золоту медаль Національного центру наукових досліджень.
- 2014: Міжнародна премія «Космос»[10]

## Праці
- 1986: La nature domestique. Symbolisme et praxis dans l’écologie des Achuar. Éditions de la Maison des sciences de l'homme, Paris 1986, ISBN 2-7351-0165-7.
- 1993: Les lances du crépuscule. Relations Jivaros, Haute Amazonie. Plon, Paris ISBN 2-259-00154-8
- 1996: Разом з Gísli Pálsson: Nature and Society. Anthropological Perspectives. Routledge, London. E-Book 2004
- 1999: Разом з Jacques Hamel, Pierre Lemonnier: La production du social. Autour de Maurice Godelier. Colloque de Cerisy-la-Salle. Fayard, Paris ISBN 2-213-60380-4
- 2005: Par-delà nature et culture. Gallimard, Paris
- 2010: Diversité des natures, diversité des cultures. Bayard, Paris ISBN 978-2-227482074
- 2011: L’écologie des autres. L'anthropologie et la question de la nature. Éditions Quae, Paris
- 2014: Разом з Tim Ingold: Être au monde. Quelle expérience commune ? Presse universitaire de Lyon, 2014 ISBN 978-2-7297-0887-0
- 2021: Les formes du visible. Une anthropologie de la figuration. Editions du Seuil, Paris